# Tal Farlow
 (juillet 2020).
Si vous disposez d'ouvrages ou d'articles de référence ou si vous connaissez des sites web de qualité traitant du thème abordé ici, merci de compléter l'article en donnant les références utiles à sa vérifiabilité et en les liant à la section « Notes et références ».
Pour les articles homonymes, voir Tal.
Talmage Holt Farlow, né à Greensboro, Caroline du Nord (États-Unis) le 7 juin 1921 et mort à New York le 25 juillet 1998, dit Tal Farlow, est un guitariste de jazz américain.

## Carrière
Bien que son père fût musicien amateur, Tal ne commence la guitare qu'en 1942. Il joue quelque temps avec le pianiste Jimmy Lyons. Pendant six mois il joue à New York dans le trio de la pianiste Dardanelle, travaille aux côtés des guitaristes Bop Sal Salvador et Jimmy Raney. En 1946, il commence à travailler avec la vibraphoniste Marjorie Hyams (en) dont le trio se produisait en alternance avec le trio de Parker, puis dès 1948, il est embauché par Buddy DeFranco et ensuite par le trio de Red Norvo avec Charlie Mingus à la contrebasse. Il intègre brièvement le Gramercy Five du clarinettiste Artie Shaw.
Reconnu comme l'un des meilleurs musiciens à la guitare, il est récompensé par la revue Downbeat en 1954. Tal Farlow enregistre plus d'une demi-douzaine d'albums sous son nom, pour Blue Note et Verve, entre avril 1954 et décembre 1959, année où il se retire de la scène du jazz pendant une dizaine d'années, fait un come-back en 1969 dans le cadre du Newport All Stars de George Wein, joue au Frammi's club, et fait de nouveau une pause de cinq ans. À partir de 1975 il se produit régulièrement en tournée notamment avec George Duvivier ou Tommy Flanagan.
De 1985 à 1991, Tal Farlow a beaucoup tourné en France et en Europe en duo et parfois en quatuor, avec le guitariste de jazz français Philippe Petit. Ils enregistrent à Paris en 1991 un album en duo : Standards Recital. 

## Style
La virtuosité de Farlow ouvre la route à une école d'improvisateurs à l'attaque dure et agressive, et porte la guitare loin de la douce sonorité du cool jazz. 
C'est un représentant du style hard bop.

## Film documentaire
Un film documentaire sur sa vie, intitulé Talmage Farlow, a été tourné en 1981 par le réalisateur Lorenzo DeStefano.

## Discographie
Le cœur de l'activité de Tal Farlow se situe entre avril 1954 et décembre 1959. C'est-à-dire l'ensemble du legs Clef/Norgran-Verve, augmenté d'une première session sous son nom chez Blue Note.

### En tant que leader
- Tal Farlow Quartet, BLP 5042, Van Gelder Studios in Hackensack, New Jersey ; 11 avril 1954 (rééd. japonaise, fac-sim. CD TOCJ-9225).
- The Tal Farlow Album, Polydor Japan (Norgran MGN-1074 / Verve UMV2584), Fine Sound Studios, New York City, 2 juin 1954 (rééd. japonaise, fac-sim. de MGN-19, CD UCCV-9474), contient les huit titres originaux. Une autre réédition japonaise propose quatre titres complémentaires issus de la session Swing Guitars, MGN-1033 d'avril 1955). Tal Farlow y est accompagné, comme dans l'album Blue Note précédent, au sein d'un quatuor, par un autre guitariste, ici Barry Galbraith. C'est le seul disque Verve où l'on rencontre cette configuration à deux guitares.
- Autumn in New York, Norgran MGN-1097 (UCCV-9410) / Verve 2304 321), Radio Recorders, Hollywood, Los Angeles ; 15 et 16 Novembre 1954 (rééd. japonaise CD POCJ-2591). Le vinyle a aussi été publié sous le titre The Artistry of Tal Farlow, MGN 1014 (rééd. japonaise, fac-sim. CD UCCV-9168).
- The Interpretations of Tal Farlow, Norgran MG N-1027 / Verve UCCV-9409, 1955 (rééd. japonaise, fac-sim. CD POCJ-2753). Comme précédemment, le vinyle, avec une couverture différente, a été publié sous le titre Fascinatin' Rhythm — The Guitar Artistry of Tal Farlow, Verve MGV-8011, 1955.
- Swing Guitars, MGN 1033, session d'avril 1955. Quatre titres confiés à Tal, Barney Kessel et Oscar Moore.
- A Recital by Tal Farlow, Norgran 1027 / Verve MV2586, Radio Recorders, Los Angeles, Californie ; 3 et 4 mai 1955 (Rééd. japonaise CD POCJ-2137).
- The Swinging Guitar of Tal Farlow, Verve MGV 8201 (2304 211), Fine Sound, New York, 31 mai 1956. Rééd. CD augmentée de deux prises alternatives et de Gone with the Wind, Verve 559515-2 (Rééd. japonaise à l'identique, sans les prises alternatives, etc., CD UCCU-6197).
- Tal, Verve MGV 8021 (UMV2565), New York, 31 mai 1956 (rééd. japonaise, fac-sim. CD POCJ-9127).
- Fuerst Set, Xanadu 109. Enregistrement privé dans l'appartement d'Ed Fuerst, 71e rue, New York, 18 décembre 1956 (rééd. japonaise, fac-sim. CD TKCB-71530).
- Second Set, Xanadu 119. Date et lieu identiques que précédemment. (Rééd. japonaise, fac-sim. CD TKCB-71531). Ces deux CD sont sortis en coffret sous le titre Complete 1956 - Private Recordings, Definitive Records, DRCD 11263.
- This is Tal Farlow, Verve MGV8289, 17 et 18 février 1958 (studio WOR, NY) (réédition en CD chez Verve Elite Edition, avec prises alternatives, et interview de Tal Farlow dans le livret), Verve 314 537 746-2 (réédition japonaise, à l'identique, sous boîtier, CD POCJ-2592).
- The Guitar Artistry of Tal Farlow, Verve 6143 (MGV2588), 1959 (NY) (rééd. japonaise, LP, fac-sim., coll. « Immortal Jazz on Verve » VIII vol. 6 E).
- Tal Farlow Plays the Music of Harold Arlen, Verve MV2589 (MGV 8371 and CSD1357), 1959 (NY) (rééd. japonaise, LP, fac-sim., coll. « Immortal Jazz on Verve » VIII vol. 6 F). The Guitar Artistry et the Music of Harold Arlen représentent une seule et, si l'on peut dire, même et ultime session des 15 & 16 décembre 1959. Tal Farlow s'était éloigné de la scène new-yorkaise et des studios, dès 1958, après avoir épousé Tina Loewe. Cette ultime session marque donc déjà une première rupture avec le flux assez régulier des sessions précédentes. Il s'agit là de sa dernière collaboration pour ce label... Ce sont les seuls enregistrements Verve du guitariste qui sont sortis en mono (MGV8370/71) puis en stéréo (MGVS6143/44). Réédition japonaise, sous boîtier, à l'identique (avril 2021) au format CD, UCCU-41010, avec couvertures originales. Comme pour la session précédente, c'est une première en CD, en tiré à part.
- The Return of Tal Farlow, Prestige 7732 / OJCCD 356-2, 1969 (NYC)
- A Sign of the Times, Concord CJ26 (LP) / CCD-4026 (CD), 1976 (Coast Recorders (San Francisco))
- On Stage, Concord CJ143 (LP) / CCD-4143-2, 1976 (Concord Jazz Festival (Californie))
- Trinity, CBS/Sony Japan 25 AP 597 (LP) / Columbia COL 476580 2 (CD), 1976 (NYC)
- Trilogy, Inner City Records, 1976 (NYC)
- Tal Farlow '78, Concord CJ57 (LP), 1977 (Bell Sound Studios (NYC))
- Live at the Public Theater and the Penthouse Session, Productions A-Propos, 1980 (New Jersey)
- Chance Meeting, Guitar Archives GTR-0003, 1980 (Rumson (New Jersey))
- Chromatic Palette, Concord CJ154 (LP) / CCD-4154 (CD), 1981 (NYC)
- Cookin' on all Burners, Concord CJ204 (LP) / CCD-4204 (CD), 1982 (NYC)
- The Legendary Tal Farlow, Concord CJ266 (LP), 1984 (studio Sage and Sound (Hollywood))
- Poppin' and Burnin, Verve 815 236-1, 1984.
- Standards Recital, FD Music 151932 (réédité sur le label Elabeth), enregistrement en duo avec le guitariste Philippe Petit, 1991 (Studio des Dames (Paris)

L'intégralité des enregistrements pour le label Norgran/Verve a été recueillie et publiée par Mosaic, dans un coffret raisonné, illustré et commenté, session par session, paru en 2004. Il comprend sept CD (Mosaic B0002992-02). Toutefois, trois titres pour le label Decca y ont été intégrés (séances des 1er juillet et 16 octobre 1952, Los Angeles Dancing on the Ceiling, 12" LP Decca DL 5501). Jimmy Raney joue sur les cinq autres titres. 
Tous les disques de Tal Farlow pour le label Verve ont fait l'objet d'une réédition à l'identique en CD (fac-simile ou sous boîtier) à l'exception de Poppin' and Burnin'. The Guitar Artistry of Tal Farlow et Tal Farlow Plays the Music of Harold Arlen ont été réédités au format CD HQCD au Japon, sous les références UCCU-41009 et UCCU-41010.

### En tant que sideman
- Gold Braid, The Dardanelle Trio [Marcia Marie Mullen] aka Dardanelle Breckenbridge, New York City ; Trois séances : les 12, 24 & 31 juillet 1945 (Dardanelle - vb ; Tal Farlow - g ; Paul Endefield - b). Rééd. à l'identique Audiophile Records, 1983, AP-32.
- Move !, The Red Norvo Trio (with Tal Farlow & Charlie Mingus) (Savoy, 1995,  MG 12088). Trois séances : 3 mai 1950, 13 octobre 1950 et 13 avril 1951.
- The Red Norvo Trio featuring Tal Farlow - Charles Mingus (Natural Organic 7001). Enregistrements approximativement datés de fin 1950 début 1951.
- The Modern Red Norvo, Savoy Jazz, SVY 17113, 2 CD (2002). Les huit premières pistes du premier CD reproduisent les faces, originellement sous label Dial, masters et une sélection de prises alternatives, enregistrées avec Charlie Parker et Dizzy Gillespie, le 6 juin 1945. Les douze pistes suivantes et l'intégralité du second CD recueillent, avec de nombreuses prises alternatives, dont certaines inédites au disque, ce qui paraît être la totalité des faces enregistrées en trio avec Tal Farlow.
- New Faces - New Sounds, Gil Mellé Quintet/Sextet (Blue Note « Modern Jazz Series » LP 5020). Deux séances : 2 mars 1952 et 31 janvier 1953. Tal participe à la seconde (4 titres).
- Gil Mellé with Urbie Green and Tal Farlow, Gil Mellé (BLP 5033). La séance est datée du 25 octobre 1953. L'ensemble des faces pour Blue Note, augmentées de plusieurs autres sessions ont été assorties en un double CD intitulé Gil Mellé: The Complete Blue Note Fifties Sessions (CD Blue Note 95718).
- Howard McGhee Volume 2 (BLP 5024) ; WOR studios, New York City ; 20 mai 1953. Cet enregistrement précède donc d'une année, pour le même label, la première séance de Tal Farlow sous son nom (Tal Farlow Quartet, Blue Note 5042, daté du 11 avril 1954).
- Artie Shaw and His Gramercy Five "Six Star Treats" (The Complete Commercially Released Recordings), Jasbox 20-5 : Les séances avec Tal Farlow, toutes datées de décembre 1953, se trouvent à la fin du CD 2, sur l'ensemble du CD 3 et au début du CD 4. Les autres guitaristes qui officient sont, entre autres, Jimmy Raney, George Barnes et Joe Puma.
- Leonard Feather Presents Oscar Pettiford Sextet, vol. 1 (Swing M. 33.326). New York ; 21 mars 1954
- Cats vs. Chicks (A Jazz Battle Of The Sexes) Clark Terry and His Septet vs. Terry Pollard and Her Septet (MGM Records E-255). Deux sessions new yorkaises en date du 2 juin 1954. Réédité en CD intitulé Hot vs. Cool/Cats vs. Chicks, Original Long Play Albums (OLP #11).
- Ada Moore with Tal Farlow, John LaPorta... (Debut Record, « Jazz Workshop », vol. three, DLP 15). Session new-yorkaise du 27 juin 1954
- Cooking the Blues, Buddy DeFranco Quintet, Los Angeles, 26 août 1954 (Verve Records, Clef Series MGV-8221)
- Sweet and Lovely, Buddy DeFranco Quintet, Los Angeles, trois séances : 1er sept. 1954 et les 12 et 26 août 1955 (Verve Records, Clef Series MGV-8224). Tal Farlow est présent sur cinq des sept titres (12 et 26 août 1955). Ces deux disques ont été réédités à l'identique et sous boîtier (respectivement CD UCCU-9763 et UCCU-9955) au Japon, et ont également fait l'objet d'une publication par le label espagnol Fresh Sound (CD Lonehill, LHJ 10358).
- Red's Rose Room, Red Norvo and his Sextet (LXA-3034). Deux séances : 19/23 août et 17 septembre 1954. Réédition en CD, Just a Mood. The Red Norvo Small Bands (RCA/BMG « Bluebird » ND86278).
- An Evening with Anita, Anita O'Day (Norgran MGN-1057) Tal est présent sur quatre des douze titres de cet album (3e séance du 11 août 1955). Barney Kessel joue également sur quatre titres (1re séance du 15 avril 1954), la seconde séance du 28 juin 1954 ne comportant pas de guitariste. Rééd. fac-simile et sous boîtier au Japon (CD UCCV-9635)
- Complete Recordings with Tal Farlow & Red Mitchell Red Norvo (American Jazz Classics 99039). Enregistrements effectués les 6 et 7 octobre 1955. Il s'agit de la réédition en CD du vinyle Red Norvo with Strings Fantasy 3-218 augmentée de quatre prises qui n'y avaient pas été retenues originellement.
- Up, Up and Away, Sonny Criss (Prestige PR-7530). Séance du 18 août 1967.
- Newport All-Stars, George Wein (Atlantic SD 1533). New York, 26 et 27 février 1969. Barney Kessel participe aux festivités. Tal y joue également de la guitare basse... Réédition japonaise à l'identique (WPCR-27214).
- Mostly Flute, Sam Most (Xanadu 133). Session du 27 mai 1976.
- Like Someone in Love, Buddy DeFranco (Progressive PCD 7014). Session captée le 11 mars 1989.
- Project G-5 (Tribute to Wes Montgomery), Evidence Music, ECD 22101. Enregistré le 4 mai 1992 à Indianapolis. La contribution de Tal Farlow peut être entendue sur les pistes 3 et 11, Four on Six et Naptown Blues.

### Anthologies
- Tal Farlow, Jazz Masters 41, Verve 527 365-2 (1995).
- Tal Farlow. Modern Jazz Archive, Membran Music Ltd./International GmbH, 221964-306, 2 CD (2004). Cette anthologie est accompagnée d'un biographie très détaillée, assortie de quelques photos, reproduite dans le livret de vingt pages. Le premier disque est consacré aux faces gravées entre 1950 et 1951 avec Red Norvo et Charles Mingus ; le second résume en douze titres la période Verve, à l'exception de la piste 5 : Skylark (session Decca du 16 octobre 1952 en trio avec Red Norvo et Red Mitchell) qui inaugure, accompagnée de deux autres titres, le coffret Mosaic décrit plus haut. (A noter que trois titres des sessions enregistrées avec Red Norvo n'y sont ni datés ni localisés : Mood Indigo, Prelude to a Kiss et Deed I Do.
- The L.A. Sessions. Tal Farlow Guitar Genius, Giant Steps Records, GSCR018, (2006), 2 CD. La quasi-totalité de cette anthologie est consacrée à la période Verve de l'Octopus. Elle reprend dans leur déploiement The Artistry of Tal Farlow (15 & 16 novembre 1954), The Interpretations of Tal Farlow (17 janvier 1955), Swing Guitars (25 avril 1955) et A Recital by Tal Farlow (3 et 4 mai 1955). Ces quatre albums originaux sont complétés par trois séances avec le trio de Red Norvo, six titres enregistrés entre le 3 mai 1950 et le 13 avril 1951. Tout a été enregistré à Los Angeles, comme mentionné dans le titre, à l'exception de la séance du 31 octobre 1950, captée à Chicago.
- The Heart & Sould of Tal Farlow, AVID Entertainment, AMSC 923 (2007), 2 CD. The Tal Farlow Album (2 juin 1954), The Interpretations of Tal Farlow (17 janvier 1955), Swing Guitars (25 avril 1955), A Recital by Tal Farlow (3 & 4 mai 1955) et Tal (31 mai 1956) sont reproduits intégralement.
- Tal Farlow Three Classic Album Plus, AVID Entertainment, EMSC 1086 (2013), 2 CD. Anthologie chronologique qui reprend The Artistry of Tal Farlow (aka Autumn in New York) (15 & 16 novembre 1954), The Swingin' Guitar of Tal Farlow (31 mai 1956) et This is Tal Farlow (17 & 18 février 1958). Elle propose enfin Tal Farlow Plays the Music of Harold Arlen (15 & 16 décembre 1959), amputé du dernier titre.